# Twery
Twery (lit. Tverai) – miasteczko na Litwie, położone w okręgu telszańskim, w rejonie retowskim, 17 km na wschód od Retowa. Miasteczko liczy 680 mieszkańców (2001). Siedziba starostwa Twery.
Znajduje się tu kościół, szkoła, biblioteka, ośrodek kultury, informacja turystyczna i poczta.
Od 2008 roku miasteczko posiada własny herb, nadany dekretem prezydenta Republiki Litewskiej.